# Чайкова
Чайкова (пол. Czajkowa) — село в Польщі, у гміні Тушув-Народовий Мелецького повіту Підкарпатського воєводства.
Населення — 647 осіб (2011).
У 1975-1998 роках село належало до Ряшівського воєводства.

## Демографія
Демографічна структура станом на 31 березня 2011 року:
|          | Загалом | Допрацездатний вік | Працездатний вік | Постпрацездатний вік |
| -------- | ------- | ------------------ | ---------------- | -------------------- |
| Чоловіки | 330     | 83                 | 206              | 41                   |
| Жінки    | 317     | 64                 | 179              | 74                   |
| Разом    | 647     | 147                | 385              | 115                  |